# Santuario del Far
El Santuario del Far (en catalán: Santuari del Far; literal, Santuario del Faro) es una iglesia de Susqueda, comarca de La Selva, en Cataluña (España). Incluida en el Inventario del Patrimonio Arquitectónico de Cataluña, el santuario de la Virgen del Far corona la punta de un impresionante risco de silueta inconfundible, a 1123 m de altitud. La cima del Far delimita la subcomarca de Collsacabra de la sierra de las Guillerías y del valle de Hostoles.

## Descripción

### Iglesia
La iglesia del Far un edificio rectangular de unos 18 m de profundidad por unos 4 m de ancho. Es una obra maciza, de bóveda apuntada, hecha toda ella de cantos rodados atados con mortero en hileras desiguales. Ni la nave ni el presbiterio tienen ningún arco toral o resalte que rompa la monotonía de sus muros o la impresión de túnel. A unos tres cuartos de su longitud, se abre a ambos lados de la nave, unos arcos de piedra picada que enmarcan dos capillas laterales. A la izquierda, se corresponde con la antigua capilla de San Marcos, ahora del Santísimo, mucho más antigua y tiene grabada en la clave de su arco la fecha de 1648, mientras que el de enfrente, que se comunica por una puerta con la hospedería, fue hecho en 1884, y su altar estaba dedicado a San Adjutorio abad. Ambos arcos, por su gran altura, han mutilado un poco el arranque de la bóveda de la iglesia en su parte superior. La iglesia, que se halla entre dos cuerpos más tardíos, no tiene ventilación y recibe toda su luz por el rosetón de la fachada y también desde una moderna cancela de vidrio. Guarda la orientación típica de las iglesias románicas, puesto que tiene el presbiterio orientado hacia el levante. La fachada es austera. Tiene un gran portal cuadrado con dintel y montantes de piedra, una hornacina, cuya parte superior está acanalada, sobre ella en la que por donación de unos devotos hay actualmente una imagen de Sant Jordi, y, más arriba, una piedra, en la que se puede leer la inscripción stella maris. El rosetón que completa la fachada tiene un pináculo triangular con una cruz en lo alto y unos pilones terminados con bolas.

### Campanario
El campanario está ubicado en la parte norte de la fachada. Es precisamente aquí donde arranca la base ancha y rechoncha del campanario, sólo con dos pequeñas ventanillas o aspilleras en los dos pisos inferiores, y cuatro ventanales alargados para las campanas en las cuatro caras. La poca altura del campanario se debe a los continuos sustos provocados por los rayos. Debido a esto, se optó por dejar el campanario plano, con una terracita arriba y una garita para apoyo del pararrayos.

### Hospedería
La hospedería y los edificios anejos también tienen cierta importancia en la historia del santuario del Far. El conjunto de edificaciones que rodean la iglesia y que han servido para alojar a los beneficiados y curas custodios, la familia de los ermitaños y para atender a los huéspedes y peregrinos que durante siglos han acudido al santuario. De los cuerpos de edificación que apoyan a la iglesia el de la banda derecha o de mediodía fue construido en 1826, y el de la banda izquierda o de tramontana se hizo en 1860. 
A pesar de presentarse como un conjunto bastante homogéneo, la edificación actual de la hospedería del Far no es una obra unitaria; y es que cada siglo ha dejado su huella y ha construido una parte del conjunto según las necesidades del momento.

### Dependencias
Exentas en la iglesia encontramos una serie de dependencias y construcciones importantes. Entre ellas cabe destacar especialmente la pequeña capilla ubicada justo en frente de la fachada de la iglesia. Se trata de una pequeña construcción de planta cuadrada cubierta con una pequeña bóveda de arco de medio punto. Conocida popularmente como la capilla de las Ofrendas, está presidida por una reproducción de la Virgen ubicada en una pequeña apertura rectangular enmarcada con dintel y montantes de piedra. Esta pequeña capilla recibe una gran afluencia de devotos que acompañan a sus plegarias con la quema de velas y lamparillos. Adosada a la capilla encontramos una pequeña estela conmemorativa que los Amigos del Faro dedican especialmente a Mossèn Cinto Verdaguer. 

### Imagen

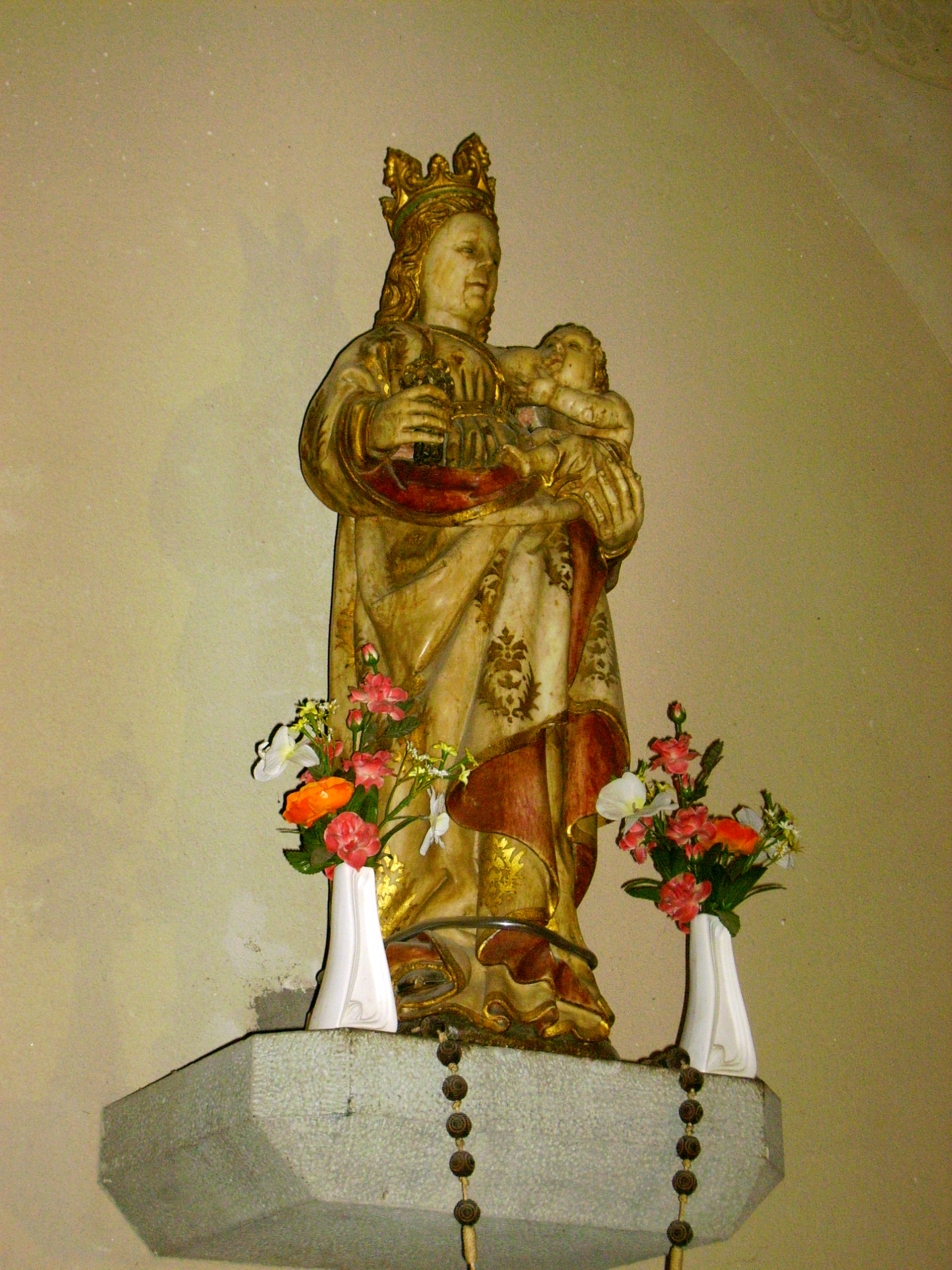
Imagen de la Virgen del Far

La imagen de la Virgen del Far es una obra de alabastro de 105 cm, uno de los mejores iconos marianos que se conservan del final del período gótico. La escasez de imágenes de este período no permite datarla sino entre mediados del siglo XV y finales del mismo siglo. 
Santa Maria del Far se nos muestra como una reforzada matrona de pie, sin ningún velo en la cabeza, complementada por una esbelta corona regia de la que brota una abundante melena dorada. La virgen va vestida con una túnica ceñida que se abrocha en medio del pecho, con un extremo que desciende por delante, aunque el manto la oculta. Por otra parte, el niño está sentado en la mano izquierda de la madre, que tiene un escote en diagonal que deja al descubierto todo el pecho izquierdo, que el niño toma con ambas manos mientras acerca los labios al pezón. Con la otra mano la virgen sostiene al niño, que está sentado, vestido con una túnica. Es un niño de mejillas redondas y cabello rizado que se prepara enérgicamente para la función vital de mamar. La Virgen María tiene unos gozos dedicados que dicen: "Puig us heu dignat honrar / aquest lloc, sagrada aurora / Sigueu nostra intercessora / Verge Maria del Far" ("Puig se ha dignado honrar / este lugar, sagrada aurora / Sea nuestra intercesora / Virgen María del Far"). 

## Historia

### Edad Media
El Far pertenece a Collsacabra, aunque las modernas divisiones administrativas lo incluyan en la provincia de Gerona. Históricamente, el Far es tierra de Osona, propiedad de los vizcondes de Osona y ligada durante siglos a la jurisdicción de la baronía, después marquesado, de Rupit. Según la leyenda, el Santuario fue levantado por unos marineros que, encontrándose en peligro de naufragar, vieron la cima desde el mar. Sin embargo, hay que recordar que la palabra 'faro' se aplica a una hoguera que servía de señal, tanto cerca del mar como tierra adentro. Las primeras noticias del Santuario se remontan al 25 de agosto de 1269 gracias al testamento de Pere Jaume, hijo de Berenguer de Sesqueions (del Mas Esqueions, cerca de la Jaça, en Rupit) de la parroquia de Sant Martí, que testó con motivo de un viaje a Jerusalén y que, entre otros, lega doce dineros a la capilla de Santa Maria del Far. En 1332 algún fiel o el propio párroco de la iglesia debió llegar hasta la ciudad de Aviñón donde consiguió de la corte papal de Juan XXII una bula de indulgencias tanto para el Santuario como para el altar de la mártir Sant Fe. Las indulgencias eran muy apreciadas, el Santuario podía ofrecer la ganancia de cuatrocientos ochenta días de indulgencia por cada uno de los actos y fiestas citadas en la bula.

### SiglosXVIIyXVIII

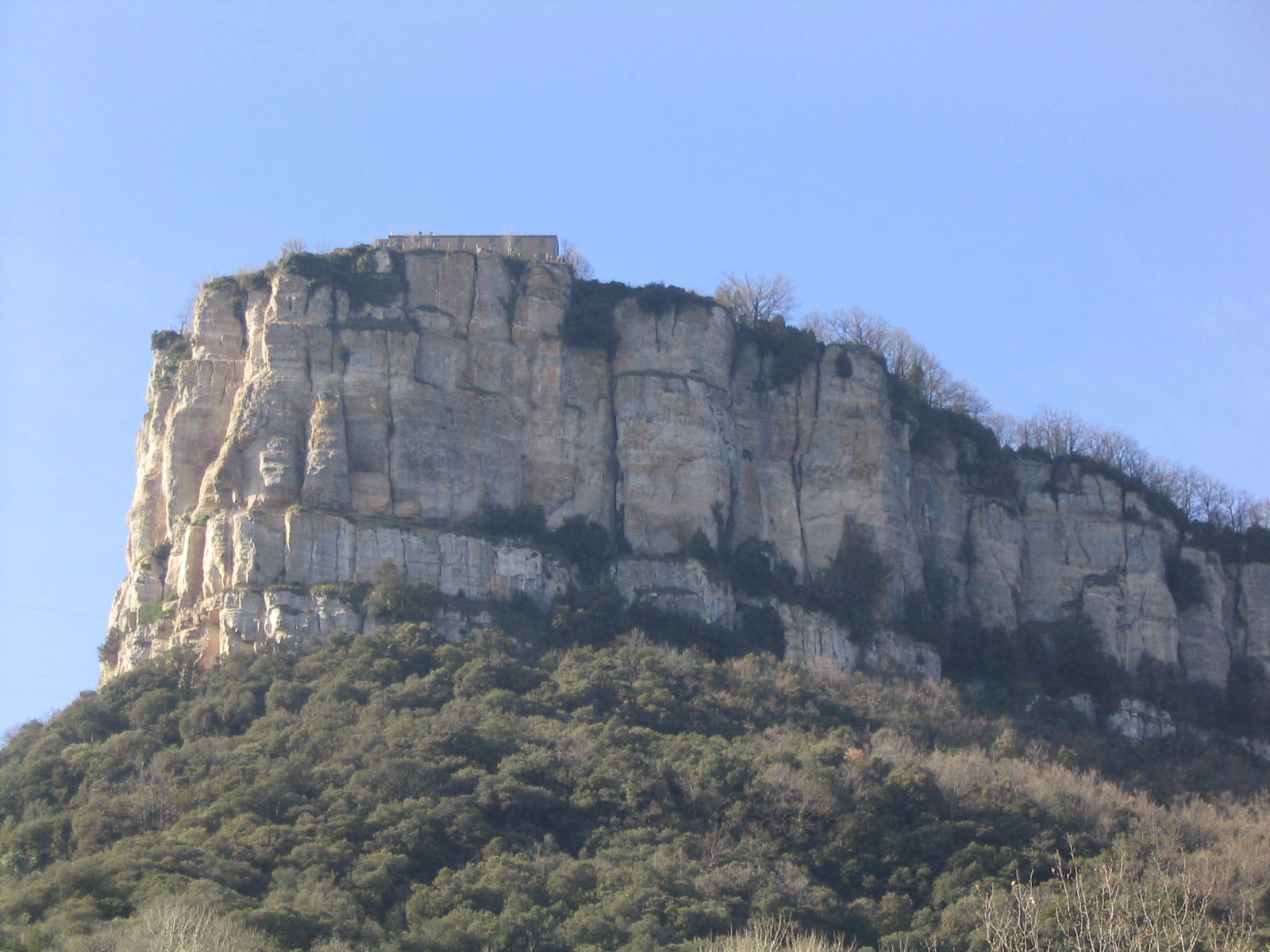
El Santuario en el riscal

La documentación del faro da muchas noticias de obras hechas a partir de 1601 como unos bancos en 1607, las puertas que hizo el carpintero de Rupit Gaspar Auger en 1628 o el fregadero de agua bendita de 1638. Entre 1650 y 1691 se construyó la hospedería. El XVII fue muy importante tanto por el aumento de la devoción a la Virgen del Faro y la consecuente renovación de la cofradía de devotos en 1648, una institución creada a mediados XIV y regida por un cura de la zona como prior. La iglesia sufrió varias renovaciones entre 1580 y 1590. El XVIII fue uno de los más nefastos por el Santuario, puesto que se inició el estancamiento progresivo de éste. Las causas serían la competencia del Santuario de la Salud, la prohibición en 1726 hecha por el obispo Marimón de que las parroquias del valle de Hostoles subieran al faro en procesión y la Guerra de Sucesión. Sin embargo, los libros de la administración del Santuario confirmamos que se hicieron algunas obras. La fachada actual data de 1726, poco después de terminarse el campanario en 1720, ya que el coronamiento piramidal del anterior había sido destruido por un rayo en 1654. Los estragos del rayo también afectaron a la campana mayor y obligaron a rehacer la vuelta del campanario. A pesar de haber pararrayos en 1823 otro rayo estropeó el campanario que entonces se dejó con un coronamiento plano. Los libros de cuentas mencionan gastos para 84 cuarteles de cal y mil tejas para la iglesia y que en 1757 se construyó la nueva sacristía.

### SiglosXIXyXX
La última y más importante obra, antes de la restauración, se hizo en 1863, cuando se homogeneizaron, cubriéndolos con un solo tejado, la iglesia y los dos cuerpos de edificio que le apoyan. En el XIX el Santuario recuperó parte del prestigio perdido. Paralelamente las peregrinaciones se volvieron a hacer dotando de nueva vitalidad al sitio. Durante el siglo XX se renovó la decoración del altar y el antiguo camarín en torno a 1922. La Guerra Civil destruyó buena parte del antiguo altar y paramentos de la iglesia, pero unos fieles salvaron la imagen de Santa Maria, del XV. En ésta se han realizado tres importantes restauraciones en 1922, 1939 y 1970. Entre 1965 y durante cuatro años el Santuario quedó abandonado y la imagen se trasladó a Vic donde permaneció hasta 1970, cuando la iglesia fue restaurada totalmente, arrancando el revoco tardío, y sacando el retablo neoclásico que dejó el muro de piedra vista al descubierto.